# Evaristo Amat de León Guitart
Evaristo Amat de León Guitart (La Llosa de Ranes, Costera, 1942) és un polític i economista valencià.

## Trajectòria
Llicenciat en econòmiques, és inspector financer i Tributari de l'Estat, censor jurat de comptes i actuari d'assegurances. Membre del Club Liberal de Madrid i de diversos instituts d'economia, rebé una distinció honorífica del Col·legi d'Economistes de Madrid. Fou president provincial de València del Partit Liberal i secretari general adjunt del mateix partit entre 1980 i 1982. A les eleccions generals espanyoles de 1982 fou senador per Alianza Popular per la província de València. A les eleccions al Parlament Europeu del 1999 fou candidat del Partido Demócrata Español (PADE), però no fou escollit.